# Thuy Aurélie Nguyen
Thuy Aurélie Nguyen est une artiste, psychosociologue et femme de lettres canadienne, originaire du Québec.

## Biographie
D'origine vietnamienne et française, Thuy Aurélie Nguyen est québécoise d'adoption. Elle obtient une maîtrise en lettres modernes à l'université Lumière-Lyon-II, en France, en 1999. 
En 2009, elle s’installe à Rimouski, dans le Bas-Saint-Laurent, Québec, au Canada, ou elle complète un baccalauréat en psychosociologie des relations humaines à l’université du Québec à Rimouski en 2011. Elle travaille ensuite au journal Le Mouton noir jusqu’en 2012 comme chargée de projet pour former la relève en journalisme dans le Bas-Saint-Laurent et ensuite jusqu’en 2013 à l’agence G, où elle coordonne la logistique des tournages, assiste le réalisateur et mène les entrevues dans le Bas-Saint-Laurent, la Gaspésie, la Côte-Nord et la région de Québec. Elle sera également membre du jury du Carrefour de la littérature, des arts et de la culture de La Mitis.
En 2013, elle entame sa thèse de doctorat, encore à l’Université du Québec à Rimouski. Elle explore les univers littéraires de migrants sous la lentille de la crise de la transmission filiale en contexte d'exil et de poste-exil. En 2015, elle collabore avec l’artiste visuel Bruno Santerre sous le commissariat d'Ève de Garie-Lamanque pour réaliser l’exposition Enracinerrance.
En 2016, elle s’établit à Bonaventure, dans la région Gaspésie–Îles-de-la-Madeleine, au Québec. Elle dépose sa thèse en 2020, et poursuit ensuite la coordination du projet collaboratif Nos Lignées de femmes en 2021 avec le soutien du Conseil des arts et des lettres du Québec. Elle est présentement en rédaction de Pour nous, les exilées avec le soutien du Conseil des arts du Canada.
Son processus de création s’installe dans une quête d’individuation. Il se nourrit des multiples identités qu’elle explore. Ses pratiques d'écriture et d'enseignement sont orienté sur le kasàlà, une poésie de louange originaire d’Afrique subsaharienne, qui invite à la gratitude et à l’émerveillement.

## Œuvres et publications

### Animation et direction/coordination artistique
- Innucadie, cabaret littéraire Mémoire d’encrier, Salon du livre de Rimouski, 2014[7]
- Géographie de la lenteur, Rencontres photographiques du Kamouraska, 2016[8]
- Territoire, exil et nomadisme, table ronde, Salon du livre de Rimouski, 2016[9]
- Haïti, Haïti, cabaret littéraire Mémoire d’encrier, Salon du livre de Rimouski, 2016[9]
- Les écrivains disent non au racisme, cabaret littéraire Mémoire d’encrier, Salon du livre de Rimouski, 2017[10]
- Soirée de poésie rituelle en hommage à Joyce Echaquan et aux femmes autochtones disparues et assassinées, Centre culturelle de Paspebiac, 2020[11]
- Cabaret des sens, Festival La crue des mots, Carrefour de la littérature, des arts et de la culture (CLAC), en ligne, 2021[12],[13]
- Nos voix de femmes, Salon du livre de Bonaventure, 2021[14]
- Nos lignées de femmes, lectures publiques avec les centres de femmes Femmes en mouvement au Loco Local, Bonaventure, et Centr’Elles au Centre d’artistes Vaste et Vague, Carleton-sur-Mer, 2021[15]

### Performances
- Enracinerrance, avec Bruno Santerre, commissariat d'Ève de Garie-Lamanque, Jardins du Métis, 2015, Kamouraska, 2016 et Saint-Simon-de-Rimouski, 2021[16]
- Le Kasàlà des caribous, Théâtre de la Petite Marée, Bonaventure, 2022[17]

### Textes de création littéraire
- Xuan, collectif Des grands chefs et des écrivains, Rimouski, Quatrième Mât, 2014[18]
- Daurade au gingembre, Caractère, revue littéraire de l'UQAR, vol XXIII, 2014[19]
- Danseuse cambodgienne, Lieu Commun, revue littéraire de l'Université McGill, 2014[20]
- Cassonade, Virages, seule revue de création littéraire francophone hors Québec, 2015[21]
- Ange, Nulle Part de Patrick Beaulieu, 2016[22]
- Je suis la femme outarde, Service d’Accueil aux Nouveaux Arrivants, MRC Bonaventure, 2020[23]
- L'Empreinte de la tortue, roman, suivi de La crise de la transmission filiale en contexte d'exil et de post-exil dans quatre romans contemporains : Ru de Kim Thúy, L'Énigme du retour de Dany Laferrière, Lumières de Pointe-Noire d'Alain Mabanckou et La Ballade d'Ali Baba de Catherine Mavrikakis, Thèse, Université du Québec à Rimouski, Département de lettres et humanités, 2020[24]

### Articles journalistiques
- La Saison estivale en art actuel dans l’Est, Le Mouton noir, 2011[25]
- Nous, les femmes qu’on ne sait pas voir, Le Mouton noir, 2011[26]
- Le Musicien et cinéaste Musa Dieng Kala à Rimouski, Le Mouton noir, 2011[27]
- Thure de Thierry Leuzy, premier roman, Le Mouton noir, 2011[28]
- « Nous, les femmes qu'on ne sait pas voir » Retour sur l'atelier du 7 octobre 2011 à Rimouski, Le Mouton noir, 2011[29]
- À toi de Kim Thuy et Pascal Janovjak, Le Mouton noir, 2011[30]
- Salons du livre de Rimouski à Montréal, Le Mouton noir, 2012[31]
- Dans le bruit et la fureur de Port-au-Prince, Le Mouton noir, 2012[32]
- La Bourse de la Fondation Sandy-Burgess attribuée à Joanie Robichaud, Le Mouton noir, 2012[33]
- Itinéraire d’un Gabonais à Rimouski, Le Mouton noir, 2012[34]
- Pouvoir devenir sujet au sein de la cité, Le Mouton noir, 2012[35]
- À vous, enfants meurtris du Québec, Le Mouton noir, 2012[36]
- Antigone ma sœur, Le Mouton noir, 2012[37]
- La poésie, l’expérience même du politique?, Le Mouton noir, 2012[38]
- Trouver son cri, Le Mouton noir, 2012[39]
- Entrevue avec Mathieu Gaudet, Le Mouton noir, 2012[40]
- Un premier recueil d’ombre et de lumière, Le Mouton noir, 2012[41]
- Le mouton rentre au bercail, Le Mouton noir, 2013[42]
- Cartographie du quotidien, Le Mouton noir, 2015[43]
- Le kasàlà, une pratique de la joie, Le Mouton noir, 2016[44]

## Recherche

### Articles scientifiques
- Éthique et empathie à l’épreuve du bagne dans Riz noir d’Anna Moï, Nouveaux Cahiers d’Ethos, 2015[45]
- Traverser les frontières, voyager immobile dans L’énigme du retour de Dany Laferrière, dans D. Chartier, H. V. Holm, C. Savoie et M. V. Skagen [dir.], Frontières, Montréal, Imaginaire | Nord et Bergen, Département des langues étrangères, Université de Bergen, coll. « Isberg », 2017[46]
- Les rites de filiation en contexte de l'exil chez Alain Mabanckou et Dany Laferrière, Rites et identités, 2018[47]

### Colloques
- Nouveaux cahiers d'Ethos, Groupe de recherche en éthique (ETHOS), Université du Québec à Rimouski, 2015[48]
- Frontières. Actes du colloque québéco-norvégien, Imaginaire Nord et Université de Bergen, 2017[49]

## Prix et honneurs
- Bourse du Conseil de recherche des sciences humaines du Canada (CRSH), Pour la thèse en recherche-création L'Empreinte de la tortue, roman, suivi de La crise de la transmission filiale en contexte d'exil et de post-exil dans quatre romans contemporains : Ru de Kim Thúy, L'Énigme du retour de Dany Laferrière, Lumières de Pointe-Noire d'Alain Mabanckou et La Ballade d'Ali Baba de Catherine Mavrikakis, 2015-2020[50]
- Bourse du Conseil des arts du Canada (CAC), Pour Nous, les exilées, 2020[5]
- Bourse du Conseil des arts et des lettres du Québec (CALQ) - Entente de partenariat territorial Gaspésie, Pour Nos lignées de femmes, 2020[4]
- Médaille d'or académique de la Gouverneure Générale, pour son doctorat en lettres, 2021[51]